# یولیا ناوالنایا
یولیا بوریسوونا ناوالنایا (روسی: Юлия Борисовна Навальная, née Абросимова؛ IPA: [ˈjʉlʲɪjə nɐˈvalʲnəjə]) زاده ۲۴ ژوئیه ۱۹۷۶) یک چهره عمومی، اقتصاددان و بیوه رهبر مخالفان روسیه، الکسی ناوالنی است. او در رسانه ها به عنوان "بانوی اول" مخالفان روسیه توصیف شده است. پس از مرگ شوهرش اعلام کرد که به کار او ادامه خواهد داد.

## سنین جوانی و تحصیلات
ناوالنایا در ۲۴ ژوئیه ۱۹۷۶ در مسکو، اتحاد جماهیر شوروی ، در خانواده دانشمند بوریس الکساندرویچ آبروسیموف (۱۹۹۶-۱۹۵۲) به دنیا آمد. مادرش برای وزارت صنایع سبک کار می کرد. وقتی ناوالنایا کلاس پنجم بود والدینش طلاق گرفتند و مادرش برای بار دوم با یکی از کارمندان کمیته برنامه ریزی دولتی اتحاد جماهیر شوروی ازدواج کرد. در سال ۲۰۲۰، روزنامه نگار اولگ کاشین گفت که پدر ناوالنایا، بوریس بوریسویچ آبروسیموف، دبیر سفارت روسیه در بریتانیا، که با سرویس های ویژه مرتبط است، و عمه او النا بوریسوا آبروسیموا، یکی از نویسندگان قانون اساسی روسیه است. . ناوالنی در پاسخ به این امر گواهی فوت پدرشوهرش را به تاریخ ۱۹۹۶ منتشر کرد 
ناوالنایا از دانشکده روابط اقتصادی بین المللی آکادمی اقتصادی روسیه پلخانف فارغ التحصیل شد، بعداً دوره کارآموزی را در خارج از کشور گذراند،.

## حرفه
او مدتی در یک بانک در مسکو کار کرد. 

### مشارکت در حرفه سیاسی الکسی ناوالنی

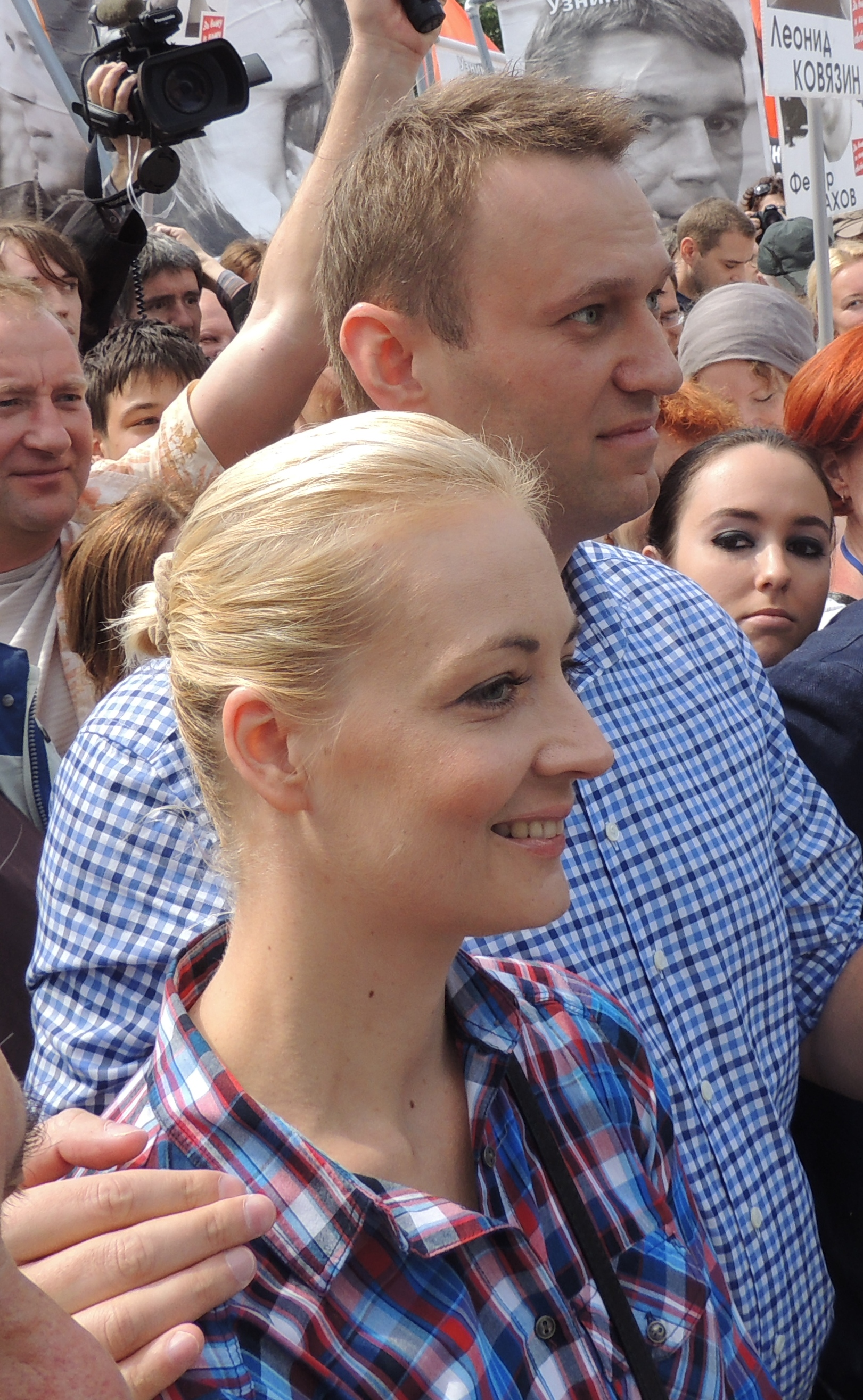
ناوالنایا با الکسی ناوالنی در راهپیمایی ۱۲ ژوئن ۲۰۲۳ در مسکو

پس از سال ۲۰۰۷، الکسی ناوالنی به عنوان یک وبلاگ نویس و سیاستمدار مخالف در روسیه به شهرت رسید. ناوالنایا اولین منشی و دستیار همسرش شد. زندگی این دو به طور قابل توجهی عمومی تر شد، به طوری که ناوالنایا به عنوان "بانوی اول مخالفان روسیه" در کانون توجه قرار گرفت.  ناظران خاطرنشان می کنند که او هرگز سعی نکرد خود را به عنوان یک شخصیت مستقل نشان دهد: ناوالنایا همیشه مانند یک همسر فداکار و همراه ("همسر دکبریست ") رفتار می کند، اما در صورت نیاز شوهرش برای اظهارات تند و اقدامات قاطع آماده است، اما مستقیما به آن مربوط نیست. به سیاست او در تعدادی از تجمعات سخنرانی کرد. او رئیس گارد ملی روسیه ویکتور زولوتوف را که در سپتامبر ۲۰۱۸ الکسی ناوالنی را به یک "دوئل" دعوت کرد، به عنوان "دزد، ترسو و راهزن گستاخ" نامید. 
ناوالنایا در اواخر تابستان و اوایل پاییز ۲۰۲۰ توجه عمومی را به خود جلب کرد، زمانی که همسرش به‌دلیل مسمومیت مشکوک در بیمارستان امسک بستری شد. او خواستار آزادی ناوالنی برای معالجه به آلمان شد و حتی مستقیماً به ولادیمیر پوتین رئیس جمهور روسیه مراجعه کرد.  پس از تایید کارشناسان آلمانی مسمومیت ناوالنی ، لئونید روشال، پزشک روسی گفت که هیچ ماده سمی در نمونه های ناوالنی در روسیه یافت نشد و پیشنهاد ایجاد یک تیم روسی- آلمانی در این زمینه را داد. ناوالنایا او را متهم کرد که "نه به عنوان یک پزشک، بلکه به عنوان صدای دولت" عمل می کند.  او به همراه شوهرش به برلین رفت، در بیمارستان شاریته در کنار او بود و ناوالنی بعداً پیامی ارسال کرد "یولیا، تو مرا نجات دادی".  نوایا گازتا و مخاطبانش ناوالنایا را به عنوان قهرمان سال ۲۰۲۰ معرفی کردند.  رسانه های کلیدی اروپایی از نزدیک فعالیت او را دنبال کردند و پست های او را در شبکه های اجتماعی نقل کردند. 
در ژانویه ۲۰۲۱، ناوالنایا به همراه همسرش به روسیه بازگشت. پس از بازداشت ناوالنی در کنترل مرزی، وی اظهار داشت که دستگیری و بسته شدن فرودگاه در ونوکوو مظهر ترس مقامات روسیه از ناوالنی است. او گفت: "الکسی گفت که او نمی ترسد." "- و من هم نمی ترسم. و از همه شما می خواهم که نترسید."  بعدها، ناوالنایا مقامات امنیتی را متهم کرد که "او را به عنوان همسر دشمن مردم تحت تعقیب قرار می دهند." او در اینستاگرام نوشت: سال ۳۷ فرا رسید و ما متوجه نشدیم.  در ۲۱ ژانویه، ناوالنایا اعلام کرد که در تظاهرات سال ۲۰۲۱ روسیه شرکت خواهد کرد تا خواستار آزادی همسرش شود.  در ۲۳ ژانویه، او بازداشت شد، اما عصر همان روز آزاد شد. 

## زندگی شخصی
در تابستان ۱۹۹۸، ناوالنایا در حالی که در تعطیلات در ترکیه بود، با الکسی ناوالنی، یک وکیل، که همچنین ساکن مسکو بود، ملاقات کرد. در سال ۲۰۰۰، او و ناوالنی ازدواج کردند. او یک دختر داریا (متولد ۲۰۰۱) و یک پسر زاخار (متولد ۲۰۰۸) به دنیا آورد. او به والدین شوهرش در کسب و کار مربوط به سبد بافی کمک می کرد.  پس از سال ۲۰۰۷، ناوالنایا رسماً در هیچ کجا کار نکرد و خود را "اصلی ترین در مسائل زندگی روزمره و تربیت فرزندان" خواند.  در سال ۲۰۰۰، ناوالنایا به همراه همسرش به حزب یابلوکو پیوستند،  در مه ۲۰۱۱ آن را ترک کرد.
در ۱۶ فوریه ۲۰۲۴، سرویس زندان روسیه اعلام کرد که شوهرش پس از پیاده‌روی و احساس ناخوشی در آن روز صبح در زندان یامالو-ننتس درگذشت .  ناوالنایا که در کنفرانس امنیتی مونیخ شرکت کرده بود، متعاقباً سخنرانی کرد و در آن اظهار داشت که از صحت گزارش‌ها مطمئن نیست، اما اظهار داشت که اگر شوهرش مرده باشد، پوتین و متحدانش "به دست عدالت خواهند رسید". .

### آینده سیاسی احتمالی

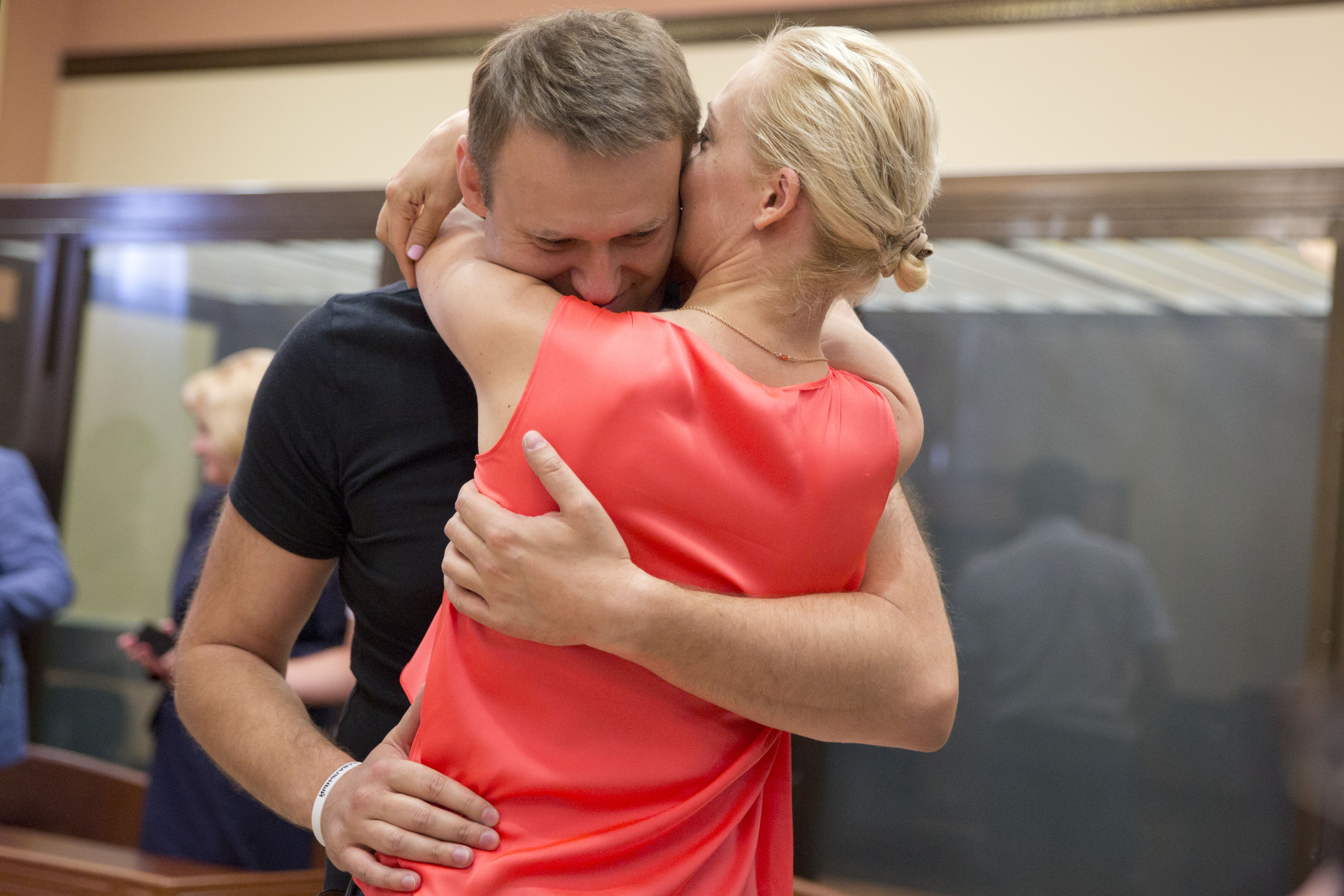
ناوالنایا و ناوالنی پس از آزادی ناوالنی از بازداشت پس از شکایت موفقیت آمیز به دفتر دادستانی در ۱۹ ژوئیه ۲۰۱۳ در آغوش گرفتند.

در سال ۲۰۱۵، ناوالنایا از نظر اکو مسکو در رتبه ۶۷ در میان صد زن تاثیرگذار روسیه قرار گرفت.  پس از اینکه الکسی ناوالنی حکم تعلیقی را دریافت کرد، این نظر ابراز شد که ناوالنایا می تواند خود را به جای او برای ریاست جمهوری معرفی کند. به گفته شخصیت عمومی روسی، کسنیا سابچاک ، در سال ۲۰۱۸ او این گزینه را به ناوالنی پیشنهاد کرد، اما او آن را رد کرد و گفت: "رای تحویل داده نمی شود".
در سپتامبر ۲۰۲۰، پس از مسمومیت ناوالنی، نظرات به این سو رفت مبنی بر اینکه ناوالنایا شروع به ایفای نقش سیاسی مستقل کرده است و ممکن است به " تسیخانوسکاای روسی" - رهبر کل مخالفان تبدیل شود.  کنستانتین کالاچف، تحلیلگر سیاسی، گفت که نقش ناوالنایا تغییر کرده است: "از همسر یک سیاستمدار، او خودش سیاستمدار می شود". او دارای جذابیت است و در صورت لزوم می تواند به راحتی جانشین همسرش شود.  عباس گالیاموف، استراتژیست سیاسی، ناوالنایا را با کرازون آکینو ، همسر رهبر اصلی مخالفان فیلیپین که با رژیم دیکتاتوری که بیست سال حکومت کرد، مخالفت کرد، مقایسه کرد.   همچنین نظراتی وجود دارد که چنین چرخشی از رویدادها بعید است. 
در سال ۲۰۲۰، دیمیتری بایکوف ، نویسنده روسی، گفت که ناوالنایا قهرمان لیودمیلا پتروشفسکایا را به او یادآوری کرد: "او با شرایطی قوی تر از او روبرو می شود، اما معجزه ای به او کمک می کند تا شر جهان را شکست دهد." 
در ژانویه ۲۰۲۱، کانال تلویزیونی تزارگراد طرفدار کرملین تهدید کرد که پرونده‌های محرمانه الکسی ناوالنی را منتشر خواهد کرد، مگر اینکه ناوالنایا قول دهد "در روسیه سیخانوسکایا نشود" و "بازی‌های سیاسی انجام ندهد".
پس از مرگ همسرش در فوریه ۲۰۲۴، یولیا ویدئویی را در فضای مجازی منتشر کرد که در آن اظهار داشت که قصد دارد به کارهای سیاسی همسرش ادامه دهد و از روس ها خواست که مانند شوهرش دور او جمع شوند و گفت: "من به کار الکسی ناوالنی ادامه خواهم داد... می خواهم در یک روسیه آزاد زندگی کنید، من می خواهم یک روسیه آزاد بسازم."